# 師イエズス修道女会
師イエズス修道女会（しイエズスしゅうどうじょかい：イタリア語：Pie Discepole del Divin Maestro）は、1924年2月10日にイタリアにおいて設立されたカトリック教会の女子修道会である。創立者は福者ヤコブ・アルベリオーネ神父であり、アルベリオーネが創立した聖パウロ修道会、聖パウロ女子修道会、聖マリア・アンヌンチアータ会、とは兄弟・姉妹会の関係にある。この修道会グループを「パウロ家族」と呼ぶ。イタリア語名「聖師の敬虔な弟子修道会」から来たピエ・ディシェポレ(Pie Discepole：敬虔な女性弟子)の呼び名がある。日本支部は東京都八王子市に位置する。

## 設立
1923年11月21日に、聖パウロ女子修道会を設立したアルベリオーネ神父が、この修道会からオルソラ・リバータとメティルデ・ジェルロットを選び出して、別の女子修道会を設立することとした。この時、2人のうち年若いメティルデがアルベリオーネ神父に自分たちは何をすればいいのかを尋ねると、その答えは「沈黙、沈黙、沈黙をするのです」であった。この言葉は、後に師イエズス修道女会の会憲が作られた時に、成文化された。
アルベリオーネ神父は、この別の女子修道会、「師イエズス修道女会」を設立した目的を、「祈り、聖体に現存される聖師への崇敬、そして、悪い出版物によって犯される罪の償いのために、沈黙と潜心のうちに永久に賛美を捧げること」とした。この「絶えざる賛美」とは、交替で永久聖体礼拝を行うことである。
この会の最初の修道女として指名されたオルソラとメティルデに委ねられた最初の使命は、聖パウロ修道会、聖パウロ女子修道会の洗濯の奉仕だった。
なお、同会が正式に修道会として発足したのは、1924年2月10日である。初代総長にはオルソラ・リバータが就任した。この時、アルベリオーネ神父は、聖パウロ女子修道会にいた人たちの中から、さらに6人を選び出し、8人でひとつの共同体を作るように命じた。これが同修道女会の正式発足後、最初のグループとなった。
アルベリオーネ神父は、この8人に対し、霊的・使徒的生活に関して 直接指導した。そしてこの会の固有の召命について、直接細かい教育を始め、着衣の準備も進めた。なお、アルベリオーネ神父が創立したパウロ家族に属する修道会で、着衣式を行ったのは、師イエズス修道女会が初めてである。当初の修道服は、色が紺色、スカプラリオは、白くブルーのふちどりで長い形、胸に聖体の刺繍（ししゅう）が施された。その形は、昔の観想会の修道服のデザインだった。 
この着衣式が行われた日の14時より、同修道会にとって最も貴重な使命とされる「聖体礼拝」が開始された。これは今日でも行われている。
この会の修道女たちは、その他の使命として「隠れた犠牲」を行った。実際には、このパウロ家族に属する修道会の中の、料理、裁縫、サクレスティア（香部屋の仕事）、看護、畑仕事、パン焼き、粉ひき、靴修理、家の修理などのいっさいの仕事で、それらをこの修道女たちが引き受けた。また、この会の修道院が必要であったが、アルベリオーネ神父は彼女たちに自力でなんとかするように命じた。このため、修道女たちは、聖パウロ会の土地に残っていた古い農家を金槌とノミで自力で修理し、修道院として使用した。これをみたアルベリオーネ神父は非常に驚いたとされる。

## 日本での活動
日本では、1950年に2名の修道女が来日し、支部が設立された。現在、東京、大阪、長崎に典礼センターがあり、11の共同体を持って活動している。
そのモットーは、「聖体・司祭職・典礼」の中に生きる師イエスに仕え、教会において、感謝の祭儀で受けるいのちの恵みを、人々に分かち合うこととしている。
日本国内では、昼夜の継続聖体礼拝を始めとして、聖書深読、カテキズム、祈りと黙想の手助け、司牧活動への協力、その他、典礼センター・「ピエタ」での聖品の頒布などをとおして奉仕活動を展開している。典礼センターは、東京・新宿区四谷、大坂・中央区玉造、長崎・上野町にある。